# Hugo Bukkazoom!
Hugo Bukkazoom! es un videojuego de autos karts en forma de insectos.
Podrás elegir distintos modos de juego: capturar el balón, carrera, contra
el tiempo, etc.

## Personajes
Podrás elegir diferentes personajes para manejar tu kart y
cada uno posee más habilidad en resistencia, manejo o rapidez
respectivamente.
Algunos de estos personajes los tendrás que desbloquear:
- Hugo: el personaje principal
- Trollerit: el bebe, hijo menor de Hugo
- Trollerat: el hijo mayor de Hugo
- Trollerat: la hija de Hugo
- Hugolina: esposa de Hugo
- Jen Paul y Fernando: amigos de Hugo
- Scylla: enemiga de Hugo
- Don Croco: el cocodrilo, amigo de Scylla

## Poderes básicos
Al jugar podrás recolectar distintos iconos que te darán poderes
y que podrás utilizar.
Estos son:
- Caparazón de tortuga: te proporciona un escudo
- Llama: te da nitro
- Cohete: te da un cohete

## Poderes combinados
Al recoger dos poderes sin utilizarlos se combinan formando un nuevo
poder.
Así se forman:
- Escudo con espinas: tomar dos veces el caparazón de tortuga
- Salto: tomar primero un caparazón de tortuga y luego una llama
- Disparo verde: tomar primero un caparazón de tortuga y luego un

cohete
- Super nitro: tomar dos veces la llama
- Magneto: tomar primero la llama y luego el cohete
- Control: tomar primero la llama y luego el caparazón
- 10 cohetes: tomar dos veces el cohete
- Nube: tomar primero el cohete y luego el caparazón
- Bomba: tomar primero el cohete y luego la llama